# ورونیکا هامل
 ورونیکا هامل (انگلیسی: Veronica Hamel؛ زادهٔ ۲۰ نوامبر ۱۹۴۳) یک هنرپیشه اهل ایالات متحده آمریکا است. 